# Brusi Sigurdsson
Brusi Sigurdsson (987 - 1030–1035) era uno de los cuatro hijos del jarl de las Orcadas, Sigurd Hlodvirsson. Compartió el gobierno de las Orcadas con sus hermanos desde 1014. Su vida se encuentra registrada en la saga Orkneyinga.
Cuando Sigurd murió en la batalla de Clontarf, dejó cuatro hijos: Brusi, Sumarlidi, Einar y Thorfinn el Poderoso. Thorfinn era solo un niño, mientras que sus hermanos ya eran adultos por lo que el condado fue dividido entre los tres hermanos mayores.
Sumarlidi murió pronto, y Einar (llamado "Boca Sardónica") tomó su parte, gobernando dos tercios del condado y dejando el tercero para Brusi. Einar pronto comenzó a ser impopular, exigiendo altos impuestos y frecuentes leidangs militares a los granjeros, y obteniendo muy poco beneficio de sus incursiones. Einar era "un arrogante matón" según la saga, mientras que Brusi era "amable, retenido, modesto y un gran orador" y "bien querido por todos".
Brusi tuvo que apaciguar los ánimos cuando Thorfinn se hizo adulto y se enfrentó a Einar, en dos ocasiones. Al final, Einar conjuró la muerte de Thorfinn y Thorkel Amundason pero fue descubierto y el mismo Thorkel lo mató. El acuerdo que Brusi hizo con Einar significó que Brusi heredase otro tercio del territorio, dejando a Thorfinn con una parte del condado y Brusi con dos. Thorfinn no estaba complacido con este reparto y solicitó a Brusi la mitad, que no aceptó. No obstante, Thorfinn pudo contar con la ayuda del abuelo materno, Máel Coluim mac Cináeda, mientras que Brusi solo podía contar con sus propios recursos.
Para conseguir apoyos, Brusi viajó a Noruega, a la corte del rey Olaf II el Santo, teniendo el condado ya compartido y siguiéndole Thorfinn. Olaf se quedó con la parte de Einar, designando a Brusi como administrador, y protegiendo al hijo de Brusi Rögnvald Brusason en su corte. Brusi más tarde cedió el disputado tercio de las islas a cambio de tener a Thorfinn como aliado para la defensa de las Orcadas y Shetland.
Brusi murió antes de 1035 y la saga menciona que murió antes de que su hijo Rognvald acompañase a Magnus el Bueno de regreso a Noruega.

## Herencia
Brusi casó con la princesa Ostrida Regenwaldsdatter (n. 990) de Gotland, y de esa relación nacieron cuatro hijos:
- Rögnvald Brusason.
- Ingreda Brusesdatter (n. 1013).
- Margarita Brusesdatter (n. 1015)
- Olaf Brusesson (n. 1017)